# ملتقى طويق الدولي للنحت
ملتقى طويق الدولي للنحت ملتقى فني سياحي أقيم لأول مرة في 15 نوفمبر 2021م في حي جاكس بالدرعية في مدينة الرياض، ويعد الملتقى البرنامج الثاني من برامج مشروع الرياض آرت بعد برنامج (نور الرياض). وانطلق الملتقى تحت عنوان «شاعرية المكان»، واستمر إلى تاريخ 5 ديسمبر 2021م.
وجمع الملتقى 20 فناناً محلياً ودولياً لإنتاج سلسلة من الأعمال الفنية الممميزة من منحوتات ابداعية ملهمة من جمالية التكوينات الصخرية والبيئة الجيولوجية للمملكة العربية  السعودية.

## أهداف الملتقى
يهدف ملتقى طويق الدولي للنحت إلى تمكّين المواهب الوطنية في مجال فن النحت، خصوصًا الشابات اللاتِي أسهمن بمساعدة فنانين محليين ودوليين، في صنع منحوتاتهم، مما أتاح لهن خوض تجربة فريدة منحتهن الثقة والخبرة لمشاهدة أعمالهن محليًا ودوليًا. بالإضافة إلى ذلك، ويستقبل الملتقى زيارات مدرسية وجامعية، من بينها: جامعة الملك سعود، وجامعة الأميرة نورة بنت عبدالرحمن، والمؤسسة العامة للتدريب التقني والمهني، والعديد من المدارس من مختلف المراحل، وأقام ورش عمل قدمت شرحًا تفصيليًا لكافة المنحوتات، وأتاحت مشاهدة النحت الحي، والالتقاء بالفنانين.
وأقيمت في أيام الملتقى رش عمل وندوات ناقشت العديد من المواضيع الفنية والثقافية، من أبرزها: «تحديد الموقع وتنسيق مساحة العرض للأعمال الفنية»، و«أساسيات وتقنيات النحت»، و«أحافير طويق»، و«أساسيات النحت بتقنية الحذف»، بالإضافة إلى ورش عمل مخصصة للأطفال، منها: «مجوهرات طويق»، و«جبل طويق»، و«تشكيل أصيص للنباتات».

## تاريخ الملتقى

### ملتقى طويق للنحت 2023
أقيمت النسخة الرابعة من ملتقى طويق للنحت في ضاحية «درة الرياض» في الفترة من 8 يناير إلى 10 فبراير تحت شعار «مدى الانسجام»، وأقيم بمشاركة 30 نحاتاً من داخل السعودية وخارجها.

### ملتقى طويق للنحت 2024
أقيم معرض طويق للنحت 2024 (النسخة الخامسة) في الفترة من 12 فبراير إلى 24 فبراير2024م في واجهة روشن تحت شعار أبعاد متحركة. وضم المعرض 30 منحوتة من أحجار السعودية "حجر الجرانيت"، نحتها 30 فنانا من 20 دولة من مختلف أنحاء العالم على مدى 23 يوماً.